# Nicolaas van den Dries
Nicolaas Constant Maria Adrianus van den Dries ('s-Hertogenbosch, 23 juni 1880 - Den Haag, 15 september 1958) was een Nederlands jurist en vicepresident van de Hoge Raad der Nederlanden.
Van den Dries werd geboren als zoon van de Eindhovense apotheker N.C.M. van den Dries en diens vrouw Johanna Keunen. Hij studeerde rechten aan de Universiteit Utrecht van 1906 tot 1911, waar hij op 22 februari 1911 promoveerde op stellingen. Tijdens zijn studie was hij ook reeds ontvanger van registratie en domeinen te Sittard geweest. Na zijn afstuderen werd hij advocaat te Den Haag. Op 23 april 1919 trouwde hij te Roermond met Marie Lucie Marguérite de Beaumont.
Op 16 september 1921 werd Van den Dries als tweede aanbevolen voor benoeming in de Hoge Raad, ter vervulling van een vacature die was ontstaan door het overlijden van A.P.L. Nelissen en de benoeming van Armand Nypels tot vicepresident. De Tweede Kamer plaatste Van den Dries op de eerste plaats van de voordracht; de benoeming volgde op 19 november 1946.
Aan het begin van de Tweede Wereldoorlog werd de toenmalige president van de Hoge Raad, mr. Lodewijk Ernst Visser, door de Duitse bezetter geschorst en vervolgens ontslagen omdat hij Joods was. De Hoge Raad protesteerde hier nauwelijks tegen, wat leidde tot uitzonderlijk veel kritiek tijdens en na de oorlog, onder andere van de Leidse hoogleraren en verzetshelden R.P. Cleveringa en Ben Telders en de voormalige Haagse burgemeester jhr. L.H.N. Bosch van Rosenthal. Ook het zgn. "Toetsingsarrest" uit 1942, waarin de Hoge Raad oordeelde dat verordeningen van de Duitse bezetter gelijk stonden aan een wet en daarom niet konden worden getoetst aan de Grondwet, kwam de Hoge Raad op veel kritiek te staan. In reactie op deze kritiek schreef Van den Dries in 1945, net na de bevrijding, een uitgebreide brochure waarin hij het beleid van de Hoge Raad verdedigde tegen de kritiek van verschillende kanten. Ook vanuit zijn collega-raadsheren in de Hoge Raad kwam (interne) kritiek; met name Jan Donner uitte kritiek op de concept-brochure, hoewel ook hij uiteindelijk het Toetsingsarrest verdedigde. 
Vanwege het ontslag en uiteindelijke overlijden van president Visser, het ontslag van de door de bezetter benoemde president Van Loon middels het Zuiveringsbesluit, en het leeftijdsontslag respectievelijk overlijden van de voor de oorlog zittende vicepresidenten Kosters en Taverne, was Van den Dries na de oorlog als langst dienende raadsheer de waarnemend president. Het lag daarom in de rede dat hij - volgens de toen geldende praktijk waarbij president en vicepresidenten doorgaans op anciënniteit werden benoemd - tot president zou worden benoemd, en de raadsheren Fick en Nypels tot vicepresidenten. Vanwege zijn verdediging van de houding van de Hoge Raad tegenover de Duitse bezetter - hoewel zeker niet ingegeven vanuit enige sympathie tegenover de Duitsers - was het uitgesloten dat die benoeming naar Van den Dries zou gaan. In plaats daarvan werd raadsheer Donner, die tijdens de bezetting geïnterneerd was geweest en met het verzet had samengewerkt, benoemd tot president en Van den Dries tot vicepresident, samen met Fick. Zijn plaats als raadsheer werd opgevuld door de benoeming van Tjomme Boltjes. Op 1 juli 1950 werd Van den Dries ontslag verleend vanwege het bereiken van de 70-jarige leeftijd. Hij overleed op 15 september 1958 te Den Haag.